# منتخب تركمانستان لكأس فيد
منتخب تركمانستان لكأس فيد هو ممثل تركمانستان الرسمي في كرة المضرب في كأس فيد
.